# 耶律何魯掃古
耶律何魯掃古（?—?），契丹遼朝軍人，字烏古隣，孟父房後裔。
重熙末年，補任祗候郎君。清寧初年，加安州团练使。太康年間，历任怀德軍節度使、奚六部禿里太尉。皇帝命他和枢密官筹划東北边境行政，转任左護衛太保。作为辽道宗近侍，出言率直，不考虑其他，被道宗優遇。
太安八年（1092年），知西北路招討使事。耶睹刮部侵攻辽朝，何魯掃古誘北阻卜（克烈）首長磨古斯攻打耶睹刮，俘获很多。以功加左僕射之位。再討耶睹刮，誤攻磨古斯，磨古斯于是反遼。太安九年（1093年），派遣都监蕭張九討磨古斯，没有勝利，二室韋、六院部、特満群牧、宮分等軍都陷於磨古斯。耶律何魯掃古不以事实報告，于是問罪奪官杖罰。
寿昌六年（1100年），为惕隐。兼侍中，賜号保節功臣。乾統元年（1101年），道宗驾崩，他和宰相耶律儼总山陵事。乾統三年（1103年），天祚帝任命他为南院大王。致仕，去世。

## 延伸阅读
[在维基数据编辑]
 《遼史·卷94》，出自脱脱《遼史》